# Australia Post
Australia Post (укр. Пошта Австралії) — національний оператор поштового зв'язку Австралії зі штаб-квартирою у Мельбурні. Є державною компанією та перебуває у підпорядкуванні уряду Австралії. Член Всесвітнього поштового союзу.

## Історія

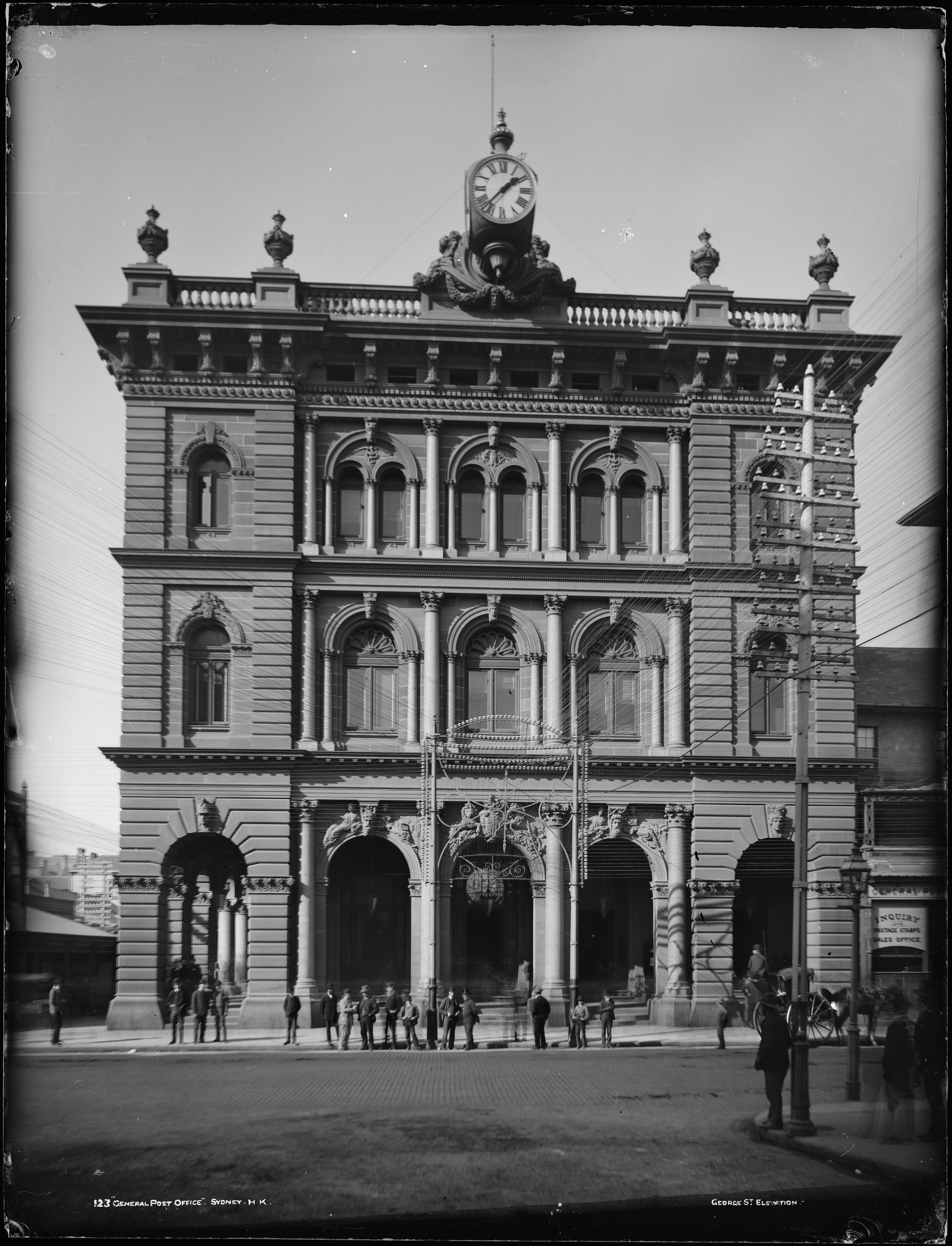
Головне поштове управління в Сіднеї, 1900

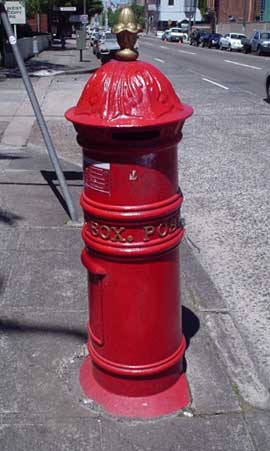
Типова вулична «стояча» поштова скринька, Сідней

### Колоніальний період
До створення у 1809 році колоніальної поштової адміністрації у Сіднеї доставка пошти здійснювалась за спеціальними домовленостями, укладеними між перевізниками, торговцями та поселенцями. Ранні поселенці з'їжджали на багато миль зі свого шляху, щоб доставити пошту, що була зібрана з неформальних поштових пунктів.
Організація офіційної поштової служби в Австралії розпочалася у 1809 році з призначенням у Сіднеї першого поштмейстера, який публікував у «Сідней ґазетт» список отримувачів, які вже з його офісу відбирали свої відправлення. Основною метою такої системи отримання пошти було запобігання скупчення натовпу в порту Сіднея. Отримувачі платили фіксовану плату за отримання відправлень, яка варіювалася залежно від ваги та габаритів. VIP-отримувачам поштмейстер пошту доставляв особисто.
У період між 1812 і 1842 роками поштмейстери призначені на Тасманії (1812), в Західній Австралії (1829), Вікторії (1836), Південній Австралії (1837) та Квінсленді (1842). Населені пункти за межами поштмейстерств обслуговували підрядники.
У 1825 році Законодавча рада Нового Південного Уельсу прийняла Поштовий закон, який передав відповідальність поштмейстера Сіднея, який тут виступав як приватна компанія, губернатору штату, встановлював заробітну плату начальника пошти та вартість збору пошти.

### 1900-ті
Після створення федерації у 1901 році колоніальні поштові служби об'єднані у Департамент генерального поштового управління, що відповідав за телеграфні та внутрішні телефонні операції, а також поштову службу. Доставка авіапоштою впроваджена у 1914 році. У 1967 році в Австралії введено систему 4-значних поштових індексів та відкрито перший сортувальний центр.
1 липня 1975 року створені окремі урядові комісії для виконання оперативних обов'язків Департаменту. Однією з них була Австралійська поштова комісія, яка 1 січня 1989 року внаслідок корпоратизації стала Австралійською поштовою корпорацією.

### 2000-ті
Згідно поправок до Закону про Австралійську поштову корпорацію, які набули чинності в березні 2008 року, митні інспектори штату чи території уповноважені вимагати від Австралійської пошти відкриття пакетів та посилок, надісланих з іншої держави на перевірку, коли вони вважають, що такі відправлення можуть містити небезпечні речовини. Законодавство також уповноважує Австралійську пошту знищувати розсилку шахрайського характеру.
У травні 2010 року оголошено про нову стратегію розвику компанії.
У жовтні 2019 року «Australia Post» здійснила ребрендинг, який передбачав розробку нового концепту бренду, вебсайту та платформи самообслуговування, упаковки посилок та листів, вуличних поштових скриньок, уніформи персоналу та парку електромобілів, виготовлених на замовлення.

## Діяльність

### Мережа
По всій країні діє 7 950 поштових маршрутів, які обслуговують 10 000 листонош. Мотоцикли (переважно Honda CT110) використовуються для доставки на 6 600 маршрутах, велосипеди на 350 маршрутах, 1 000 маршрутів є пішими. Електричні велосипеди були представлені у Вікторії в 2011 році. Автомобілі та вантажівки використовуються лише на магістральних та міжміських маршрутах. До 1960-х років найпротяжнішим у світі сухопутним поштовим маршрутом був Мікатарра — Марбл-Бар у Західній Австралії. Поїздка по маршруту займала сім днів. На даний момент найпротяжнішим сухопутним є маршрут між Норсманом (Західна Австралія) та Бордер-Віллидж (Південна Австралія) — 1460 км. Найдовший маршрут обслуговується авіацією і має протяжність — 1790 км.
Найізольованіше поштове відділення розташоване за 217 км від Онслов, Західна Австралія, за 32 км від найближчого поселення.

### Показники
Згідно з річним звітом за 2019 рік «Australia Post»:
- доставила 40 млн відправлень за грудень;
- отримала дохід у розмірі 6,99 млрд. дол.;
- отримала операційний прибуток у розмірі 41,1 млн. дол.;
- заощадила понад 250 млн дол. за рахунок програми ефективності бізнесу;
- отримала повне право власності над «Australia Post Global»;
- зростання внутрішніх відправлень досягло 9,2%;
- володіє «StarTrack»;
- доставка здійснюється до 214 країн світу.

Також компанія обслуговувала:
- 4 342 поштові відділення, 2 529 у сільській та віддаленій місцевості;
- понад 15 000 поштових скриньок;
- була роботодавцем для 80 000 працівників.

### Трудові ресурси
Чисельність працівників за категоріями станом на 30 червня фінансового року.
| Рік  | Повна зайнятість | Неповна зайнятість | Інші | Джерело |
| ---- | ---------------- | ------------------ | ---- | ------- |
| 1993 | 31934            | 3999               |      | [ 11 ]  |
| 1994 | 31130            | 4204               | 5626 | [ 12 ]  |
| 1995 | 31621            | 4501               | 5253 | [ 12 ]  |
| 1996 | 32040            | 5689               | 7849 | [ 12 ]  |
| 1997 | 31111            | 6185               | 8466 | [ 12 ]  |
| 1998 | 29564            | 6961               | 9151 | [ 13 ]  |
| 1999 | 28205            | 6756               | 9776 | [ 13 ]  |
| 2000 | 26915            | 8482               | 9455 | [ 14 ]  |
| 2001 | 27079            | 8458               | 9660 | [ 14 ]  |
| 2002 | 26950            | 8812               | 9703 | [ 15 ]  |
| 2003 | 26394            | 9033               | 9557 | [ 16 ]  |
| 2004 | 26019            | 9030               | 9559 | [ 16 ]  |
| 2005 | 25851            | 8953               | 9570 | [ 17 ]  |
| 2006 | 25387            | 9196               | 6415 | [ 17 ]  |
| 2007 | 25026            | 9498               | 6247 | [ 18 ]  |
| 2008 | 25093            | 9936               |      | [ 19 ]  |
| 2009 | 25149            | 10360              | 8106 | [ 20 ]  |
| 2010 | 24205            | 10252              |      | [ 21 ]  |
| 2011 | 23369            | 10103              |      | [ 22 ]  |
| 2012 | 23221            | 9810               |      | [ 23 ]  |
| 2013 | 23526            | 8938               |      | [ 24 ]  |
| 2013 | 27315            | 8613               |      | [ 25 ]  |
| 2014 | 27098            | 8195               |      | [ 26 ]  |
| 2015 | 27098            | 8195               |      | [ 26 ]  |
| 2019 | 27785            | 7316               |      | [ 27 ]  |

|                                                                       |
| Поштові скриньки за типами пошти: жовта — експрес, червона — звичайна |

|                                                         |
| Сортувальний центр у Вагга-Вагга, Новий Південний Уельс |

|                                        |
| Поштове відділення у Квілпі, Квінсленд |

|                      |
| Поштомат в Аннадейлі |

|                        |
| Брендований автомобіль |